# Kanton La Haye-du-Puits
Der Kanton La Haye-du-Puits war von 1790 bis 2015 ein französischer Wahlkreis im Arrondissement Coutances, im Département Manche und in der Region Normandie; sein Hauptort war La Haye-du-Puits.
Der Kanton umfasste Wahlberechtigte aus folgenden 24 Gemeinden:
| Gemeinde                    | Einwohner Jahr | Fläche km² | Bevölkerungsdichte | Code INSEE | Postleitzahl |
| --------------------------- | -------------- | ---------- | ------------------ | ---------- | ------------ |
| Appeville                   | 185 (2013)     | –          | – Einw./km²        | 50016      | 50500        |
| Baudreville                 | 93 (2013)      | –          | – Einw./km²        | 50035      | 50250        |
| Bolleville                  | 371 (2013)     | –          | – Einw./km²        | 50063      | 50250        |
| Canville-la-Rocque          | 133 (2013)     | –          | – Einw./km²        | 50097      | 50580        |
| Coigny                      | 180 (2013)     | –          | – Einw./km²        | 50136      | 50250        |
| Cretteville                 | 232 (2013)     | –          | – Einw./km²        | 50153      | 50250        |
| Denneville                  | 586 (2013)     | –          | – Einw./km²        | 50160      | 50580        |
| Doville                     | 309 (2013)     | –          | – Einw./km²        | 50166      | 50250        |
| Glatigny                    | 156 (2013)     | –          | – Einw./km²        | 50204      | 50250        |
| La Haye                     | 4077 (2013)    | –          | – Einw./km²        | 50236      | 50250        |
| Houtteville                 | 84 (2013)      | –          | – Einw./km²        | 50250      | 50250        |
| Montsenelle                 | 1383 (2013)    | –          | – Einw./km²        | 50273      | 50250        |
| Mobecq                      | 245 (2013)     | –          | – Einw./km²        | 50330      | 50250        |
| Montgardon                  | 433 (2013)     | –          | – Einw./km²        | 50343      | 50250        |
| Neufmesnil                  | 196 (2013)     | –          | – Einw./km²        | 50372      | 50250        |
| Prétot-Sainte-Suzanne       | 296 (2013)     | –          | – Einw./km²        | 50415      | 50250        |
| Saint-Nicolas-de-Pierrepont | 290 (2013)     | –          | – Einw./km²        | 50528      | 50250        |
| Saint-Rémy-des-Landes       | 211 (2013)     | –          | – Einw./km²        | 50544      | 50580        |
| Saint-Sauveur-de-Pierrepont | 134 (2013)     | –          | – Einw./km²        | 50548      | 50250        |
| Saint-Symphorien-le-Valois  | 819 (2013)     | –          | – Einw./km²        | 50558      | 50250        |
| Surville                    | 202 (2013)     | –          | – Einw./km²        | 50586      | 50250        |
| Varenguebec                 | 325 (2013)     | –          | – Einw./km²        | 50617      | 50250        |
| Vesly                       | 711 (2013)     | –          | – Einw./km²        | 50629      | 50250        |

Nur der Gemeindeteil Gerville-la-Forêt der Gemeinde Vesly lag im Kanton La Haye-du-Puits. Der größere Teil der Gemeinde gehörte zum Kanton Lessay.